# Кукумяги, Арво
Арво Кукумяги (эст. Arvo Kukumägi; 9 августа 1958, Литвина, Пылвамаа — 16 мая 2017, Таллин) — советский и эстонский киноактёр.

## Биография
Родился в 1958 году в деревне Литвина, область Сетумаа, Эстонская ССР, СССР.
После окончания школы в 1976 году поступил и в 1980 году окончил актёрский факультет Таллиннской консерватории (курс Мерле Карусоо).
Будучи студентом был приглашён режиссёром Пеэтером Симмом на главную роль в фильм «Что посеешь…», за которую был награждён призом и дипломом за лучшее исполнение мужской роли на XV Всесоюзном кинофестивале 1982 года.
В 1980—1984 — актёр Государственного молодёжного театра Эстонской ССР.
Однако из театра был уволен за пьянство, так же и в кино, получив ещё пару главных ролей в начале 1980-х, в дальнейшем из-за проблем с алкоголем играл нерегулярно и обычно эпизодические роли, хотя его игра даже в этих ролях всегда находила положительный отклик у кртики.
В 1987—1989 годах учился на Высших курсах сценаристов и режиссёров в Москве, окончив их как режиссёр игровых фильмов, но из-за распада СССР и последующего упадка кинематографа Эстонии и прекращения работы киностудии «Таллинфильм» реализовать себя как режиссёр не смог.
В 1990—2000 годы по-прежнему изредка играл эпизодичные роли в кино.
Его личная жизнь была неоднозначной: два брака окончились разводом, четверо детей от трёх жён, много сожительств.
Умер в 2017 году в Таллине, был кремирован, прах был развеян с самолёта над Сетомаа и частично захоронен на кладбище Саатсе рядом с родными.

## Избранная фильмография
- 1978 — Гадание на ромашке — Маргус
- 1980 — Что посеешь… — Майт Кукемери, комсомолец — главная роль
- 1980 — Рождество в Вигала — Михкель Вярбу, кучер
- 1980 — Лесные фиалки — Тыну
- 1982 — Арабелла — дочь пирата — Халлелууя, молодой пират с косичкой
- 1983 — Замкнутый круг — Холмберг, следователь полиции — главная роль
- 1984 — Во времена волчьих законов — Мелелейв — главная роль
- 1985 — Обездоленные — Пээтер
- 1986 — Через сто лет в мае — Линкхорст
- 1986 — Радости среднего возраста — Юри, тракторист
- 1986 — Знак беды — Карла, немецкий повар
- 1989 — Подъём — Каарель Петерсон
- 1991 — Крест (к/м) — Яак
- 1991 — Кредиторы — муж
- 1990 — Только для сумасшедших — пациент (нет в титрах)
- 1992 — Вернись, Лумумба / Tule tagasi, Lumumba (Эстония) — режиссёр
- 1994 — Огненная вода / Tulivesi (Эстония) — эпизод
- 1997 — Все мои Ленины / Minu Leninid (Россия, Эстония, Дания, Финляндия) — начальник германского лагеря для военнопленных
- 1999 — Подлец / Lurjus (Эстония) — Эйче
- 2001 — Сердце медведицы / Karu Süda (Эстония, Россия, Чехия, Германия) — Веньямин
- 2007 — Георг / Georg (Россия, Эстония, Финляндия) — эпизод
- 2004 — Бунт свиней / Sigade revolutsioon (Эстония) — командующий с усами
- 2017 — Ноябрь / November (Эстония, Польша, Нидерланды) — Рейн